# Cyornis magnirostris
A Cyornis magnirostris a madarak (Aves) osztályának a verébalakúak (Passeriformes) rendjébe, ezen belül a légykapófélék (Muscicapidae) családjába tartozó faj.

## Rendszerezése
A fajt Edward Blyth angol ornitológus írta le 1849-ben.

## Előfordulása
Bhután, India, Malajzia, Mianmar, Nepál és Thaiföld területén honos. Természetes élőhelyei a szubtrópusi vagy trópusi síkvidéki és hegyi esőerdők, valamint cserjések, vidéki kertek és városias régiók. Vonuló faj.

## Megjelenése
Testhossza 15 centiméter.

## Életmódja
Magányosan, vagy párban gerinctelenekkel táplálkozik.

## Természetvédelmi helyzete
Az elterjedési területe elég nagy, egyedszáma pedig stabil. A Természetvédelmi Világszövetség Vörös listáján nem fenyegetett fajként szerepel.